# دمبارتون
دمبارتون هي مدينة إسكتلندية تقع عند التقاء نهري لفن وكلايد شمال غرب غلاسكو مركز لبناء السفن وصناعة الطائرات والأدوية والويسكي والصابون كانت أهم مدن سترانكلايد القديمة .

## أعلام
- جو دافين
- جيمي مككولوك
- ماركوس كامبل
- بات وارد
- دايفيد بيرن
- غيلداس
- جيمي هارتلي
- سكوت دنكان